# Estación de Radio UVB-76
UVB-76 es el indicativo de llamada de una emisora de onda corta que transmite en la frecuencia de 4625 kHz (USB). La emisora es conocida por muchos aficionados del medio como el timbre, el zumbador, Jujjalka (en ruso) o Buzzer (en inglés), en referencia al más inusual, misterioso y ampliamente discutido contenido de la emisora: un corto y monótono zumbido, repetido a un promedio de 25 pulsos por minuto durante 23 horas y 10 minutos por día, con emisiones que generalmente comienzan a las 7:00 o 7:50 UTC.
Generalmente, un minuto antes de cada hora, las pulsaciones eran sustituidas por un tono continuo, el cual continuaba por un minuto hasta que se restablecían las pulsaciones. En la actualidad, la emisión del zumbido es continua durante el tiempo de emisión y este no se sustituye por un tono continuo al inicio de cada hora. En muy raras ocasiones los zumbidos han sido sustituidos y cuando esto ha sucedido ha sido por lo general para dar lugar a transmisiones de secuencias de números y palabras en ruso. El propósito de la emisora es desconocido.

## Transmisiones inusuales

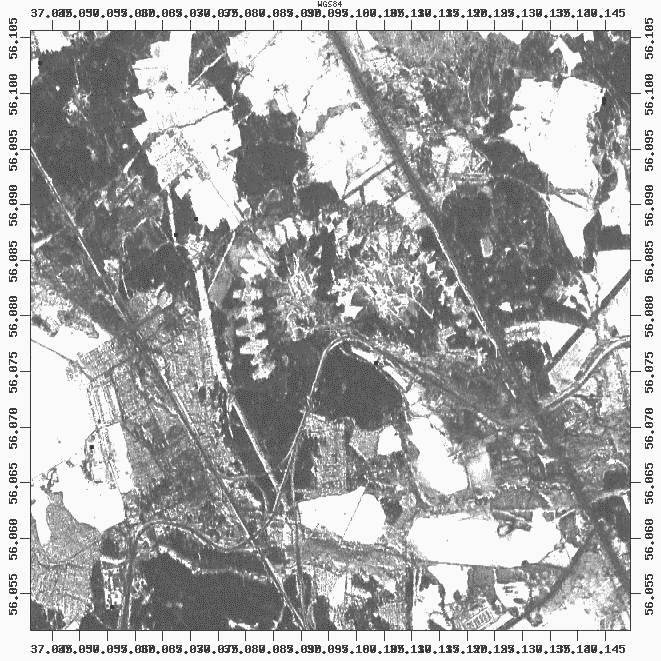
Foto satelital del transmisor de la estación UVB-76.

- El timbre con el que inicialmente se efectuaron las transmisiones data al menos de principios de los años 80 como unos repetitivos dos pip, cambiando al zumbido a principios de los años 90, el cual sigue operativo hoy en día.[2][3] Se aprecia un breve cambio en el tono de la grabación (aproximadamente 20 zumbidos por minuto) el día 16 de enero de 2003, que rápidamente fue revertido.
- A veces, se han escuchado conversaciones lejanas y otros ruidos desde atrás del micrófono, lo que quiere decir que el zumbido no se genera internamente sino que se transmite con un dispositivo colocado detrás del micrófono en directo, y que está siempre abierto. También es posible que alguien active el micrófono accidentalmente, como en el caso del 3 de noviembre de 2001, cuando se escuchó una conversación en ruso entre dos personas: primero se aprecia la voz de un hombre diciendo "Soy el 143. No recibo el oscilador", seguida de la voz de una mujer alegando que "eso viene de la sala de operaciones". Curiosamente, esas mismas voces volvieron a aparecer realizando una cuenta del 1 al 10 en varias ocasiones.[4]
- El 3 de diciembre de 2002, en el horario de mantenimiento (7:00 - 7:50 UTC), se pudo escuchar una voz masculina probar el micrófono. Ocho años más tarde, el 2 de septiembre de 2010, se pudo escuchar varias veces un fragmento de El lago de los cisnes, de Chaikovski.[5]
- El 7 de septiembre de 2010, la emisora cambió de nombre, pasó de llamarse UVB-76 a MDZhB (Mijail Dimitri Zhenia Boris), a lo que luego siguió uno de los tantos mensajes enigmáticos: “0-4-9-7-9 D-R-E-N-D-O-U-T 19-76-28-09 T-E-R-E-N-S-K-I” y luego continuaron los zumbidos.
- El 19 de febrero de 2020, se escuchó la emisora Lincolnshire Poacher, que ya no transmite, durante 1 minuto,[6] mientras estaban los zumbidos; probablemente fue un pirata de onda corta.
- El 30 de marzo de 2020 a la 01:27 UTC, se escuchó el sonido de un gallo cantando durante 16 segundos;[7] se desconoce si fue un error, una broma por parte de la estación o un pirata de onda corta.
- El 16 de abril de 2021, se escuchó el siguiente mensaje: "НЖТИ 82 890 ЖАНРОНАЦИ 13 68 06 04".[8]
- El 27 de noviembre de 2021, se escuchó la canción Never Gonna Give You Up, de Rick Astley, durante 4 minutos mientras estaban los zumbidos, dejando mensajes como "de NUICAIL", "MINHGF#7766", "Psvc" y "I LOVE YOU TOO"; lo más probable es que haya sido un pirata de onda corta.
- El 6 de enero de 2022, la emisora cambió su marcador a uno de pitidos continuos, pero un tiempo después volvió a su típico marcador de zumbido.
- El 14 de febrero de 2022, alrededor de la 1:18 UTC, un remix de la cancion "Hartmann's Youkai Girl",[9] de la serie de videojuegos Touhou Project, se reprodujo por un corto tiempo. Posiblemente transmitido por un pirata de onda corta.
- La noche del 17 al 18 de julio de 2022 se escucharon distintas canciones, entre las que se encontraban el himno de los Estados Unidos, Never Gonna Give You Up, Megalovania, e incluso Disko, del grupo LPS (Last Pizza Slice), la canción que Eslovenia llevó al Festival de la Canción de Eurovisión en el año 2022. En esa misma noche se emitió durante un breve período de tiempo una grafía del escudo de Ucrania. Todo apunta a un pirata de onda corta.
- Entre las 13:30 y 14:55 (hora de Santiago de Chile) del 13 de noviembre de 2022 la radio emitió el himno de la Unión Soviética.
- Entre las 20:18:44 a las 20:20:19 (hora UTC+0) del 29 de marzo de 2024 se escuchó por unos minutos la canción "Party Rock Anthem", de LMFAO. Todo apunta a un pirata de onda corta. En ese mismo día, a las 23:16:24 (hora UTC+0), se pudo ver en el espectograma las frases "Baj" e "Igor is" (Igor es un pirata de la estación), mientras de fondo se pudo escuchar una fiesta DJ durante unos minutos. Más tarde, estuvieron poniendo dibujos en el espectograma

## Localización y funcionamiento
El transmisor de la estación estaba inicialmente ubicado en Povarovo, Rusia, a medio camino entre Zelenograd y Solnechnogorsk, a unos 40 km de Moscú y a 10 km al norte de Zvenigorod. Sin embargo, hace algunos años se detectó que la triangulación de las señales de la UVB-76 cambiaron, trasladándose al este de Rusia, por lo que no hay un solo punto de emisión, sino que son dos, el primero cercano a San Petersburgo y el segundo a poca distancia de Pskov. En 2011, un grupo de exploradores urbanos exploraron los edificios abandonados en Povarovo. Afirmaron que se trataba de una base militar abandonada. Se encontró un registro de radio, lo que confirmaba el funcionamiento de un transmisor a 4625 kHz.
Su propósito es desconocido. Una página web señala que el propósito era "la transmisión de órdenes a unidades militares y centros de reclutamiento en el distrito militar de Moscú". Sin embargo, esto no ha sido confirmado. No obstante, esto es poco probable, ya que la estación transmitió un simple zumbido por aproximadamente 15 años antes de que palabras o números fueran transmitidos por primera vez. Por la naturaleza de las transmisiones y la ubicación del transmisor, también se rumorea que se trata de un medio de comunicación entre el Comando General del Ejército. También es muy difundida la versión según la cual UVB-76 era empleada para transmitir mensajes codificados a espías de Rusia, como se asume generalmente en las emisoras de números, populares en las frecuencias de onda corta. Otra posibilidad es que por la constancia de la transmisión se trate de un sistema de alerta, disponibilidad u operatividad de una instalación militar, con una clase de interruptor de hombre muerto. También se especula que, por la gran potencia de la antena, la estación podría estar enviando mensajes hacia el espacio exterior.
Otra teoría sobre la función de la emisora sería el estudio de la ionosfera, ya que, según la Revista de las ciencias de la Tierra Rusa, el observatorio geofísico de Borok realizaba una investigación titulada como "Sondeo de la ionosfera mediante el efecto Doppler de las ondas de radio" con una frecuencia asignada de 4625 MHz, la misma frecuencia de emisión que la UVB-76. Aunque debe hacerse notar que la frecuencia en que opera la estación es 4625 kHz y no 4625 MHz.

## Transmisor
La estación emplea unos transmisores Molniya-2M (PKM-15), Molniya-3 (PKM-20) y un Viaz-M2 como transmisor de seguridad. También usa una antena dipolo horizontal VGDSh h ≈ 20 m.